# Ardisia caudiferoides
Ardisia caudiferoides är en viveväxtart som beskrevs av Benjamin Clemens Masterman Stone. Ardisia caudiferoides ingår i släktet Ardisia och familjen viveväxter. Inga underarter finns listade i Catalogue of Life.